# Iván Hernández Soto
Pour les articles homonymes, voir Iván Hernández.
Iván Hernández Soto est un footballeur espagnol, né le 27 février 1980 à Madrid en Espagne, évoluant au poste de défenseur central.

## Palmarès

### Clubs
- Real Valladolid
  - Vainqueur de la Liga Adelante : 2007